# Anomaluromorpha
Anomaluromorpha é um clado que une Anomaluridae e Pedetidae. É considerado uma subordem de roedores.Carleton & Musser 2005

## Características
A subordem Anomaluromorpha foi criada para englobar os roedores sciurognatas com um sistema zigomassetérico típico dos Hystricomorpha restritos à África subsariana. Alguns autores consideram que esses roedores devem ser considerados em várias subordens ou infraordens diferentes. Por exemplo, isso se justifica pois Pedetidae é a única família de roedores com esmalte multi-seriado, se assemelhando a Hystricognathi. Este caráter tem sido usado como justificativa para aproximar essa família de Anomaluromorpha junto com Hystricognathi. O trabalho de Montgelard et al. 2002 dá suporte para Anomaluromorpha baseando-se em Filogenética molecular usando 12S rRNA e citocromo b.

## Famílias
A subordem Anomaluromorpha contém 9 espécie em 4 gêneros e duas famílias
- †Parapedetidae
- Pedetidae
- Anomaluridae

## Potenciais parentes
- †Diatomys
- †Zegdoumyidae